# Мурад Мирза
Мура́д Мирза́ (1509–1514 — 1574) — 36-й имам касим-шахской ветви исмаилитов-низаритов.
Политически активный имам, Мурад Мирза имел большое количество последователей. Известно также, что у него были тесные отношения с основателем Сефевидского Ирана Исмаилом I.

## Биография

### Предыстория
Али-шах, по прозвищу Шах Мурад или Мурад Мирза, жил в Анджудане. Известно, что у него были близкие отношения с шахом Исмаилом, закреплённые его отцом. Его образ жизни, одежда и питание отличались редкой простотой. Он был политически активным имамом, возможно, наряду с шиитской группой Нуктави, и имел большое количество последователей. Мурад Мирза не всегда действовал с низаритской базы в Анджудане. В результате своей активности он приобрёл последователей в Кашане и других районах центральной Персии.
Османский султан Селим I начал свой долгий поход в Азербайджан после того, как в его владениях было убито 40000 шиитов. Он достиг равнины Чалдыран, и в 1514 году разразилась война. Селим нанёс поражение шаху Исмаилу в Чалдыранской битве. Огневая мощь османов, состоящая из 200 пушек и 100 минометов, была пущена в ход с разрушительным эффектом. Понеся тяжелые потери, Сефевидская артиллерия была вынуждена прекратить бой. Когда Исмаил покинул поле боя, Селим не стал его преследовать. Позже он двинулся на Тебриз, столицу Сефевидов, которую занял в 1517 году. Катерино Дзено, венецианский посол, пишет в «Путешествиях по Персии», что:
Если бы турок был разбит в Чалдыранской битве, могущество Исмаила стало бы больше, чем у Тамерлана, поскольку одной только славой о такой победе он сделал бы себя абсолютный владыка Востока
Результатом поражения Сефевидов при Чалдыране стала потеря провинции Диярбакыр, которая была присоединена к Османской империи в 1516 годах. Шах Исмаил погрузился в траур после своего поражения. За оставшиеся десять лет своего правления он ни разу лично не повёл свои войска в бой. Он не уделял своего внимания государственным делам, как в прошлом. Напротив, он, похоже, пытался заглушить свои печали вином. Его отказ от своих обязанностей в отношении личного руководства государственными делами дал некоторым должностным лицам возможность увеличить свою собственную власть. Столкновение между кызылбашами и иранскими солдатами стало представлять угрозу для Сефевидского государства.
Кызылбаши были туркоманами, которые отличались тем, что носили красные остроконечные шапки, которые они начали носить во времена шейха Гейдара, отца шаха Исмаила; и поэтому они стали известны как кызылбаши «красноголовые». Кызылбаши составляли костяк Сефевидской армии. На этом этапе представляется вероятным, что шах Исмаил установил тесные связи с исмаилитскими имамами в Анджудане и даровал им титул «Амир аль-Умра». Есть ещё одна причина, по которой исмаилиты присоединились к Сефевидской армии в Хорасане, которая отразила агрессивное наступление узбеков в 1510 годах. Шах Исмаил, скорее всего, планировал обратиться за военной помощью к хорасанским исмаилитским воинам, чтобы подавить восстание в своей армии, если потребуется. Поэтому он поддерживал сердечные отношения с имамами Анджудана. Однако Исмаил умер в 1524 году.
Говорят, что Мухаррам был идеальным месяцем для паломников-исмаилитов, посещавших Анджудан. Обычно они несли с собой небольшую та’зие (точную копию гробницы имама Хусейна), ставили её перед караваном и проходили через самые зловещие и агрессивные места в шиитских одеждах. Они поставили та'зие у въезда в Анджудан и снова забрали его, покидая город.

### Захват и казнь
В 1573 году из-за угрозы, исходившей от имама, второй Сефевидский шах Тахмасп I приказал губернатору Хамадана Амир-хану Мусилу отправиться в Анджудан, чтобы захватить Мурада Мирзу. Амир-хан направился в Анджудан и, убив большое количество последователей имама и захватив много добычи, не смог захватить его в плен. Однако вскоре имам был схвачен и заключён в тюрьму, но снова сбежал, на этот раз с помощью высокопоставленного Сефевидского чиновника по имени Мухаммад Муким. С помощью своих последователей имам смог бежать в Кандагар. Однако, находясь в Афганистане, он вновь попал в плен к Сефевидам. На этот раз побега не было, и после того, как его привели к шаху Тахмаспу, он был казнён вместе с Мухаммадом Мукимом в 1574 году.
Ему наследовал его сын Зульфикар Али.